# Buen Retiro-parken
Buen Retiro-parken (spansk: Parque del Buen Retiro eller blot El Retiro) er en af de største parker i Madrid i Spanien. Parken tilhørte det spanske kongehus indtil slutningen af det 19. århundrede, hvor den blev offentligt tilgængelig.
Buen Retiro-parken er 1,4 km² stor og ligger i udkanten af byens centrum, meget tæt på Puerta de Alcalá og ikke langt fra Pradomuseet. I parken finder man en række skulpturer og monumenter, gallerier, en kunstig sø samt en lang række blomsterpartier, træer og græsarealer. Blandt bygningerne i parken er Palacio de Cristal, skabt af Ricardo Velázquez Bosco, der var inspireret hertil af The Crystal Palace i London. Bygningen har ofte været brugt til udstillinger.
I Buen Retiro-parken finder der forskellige begivenheder sted. I sommerhalvåret er der fx gratis koncerter hver søndag eftermiddag, og der afholdes et årligt bogmarked. Desuden møder man især om sommeren en række gadeoptrædender med musik, dukketeater og lignende.